# Вест-Гошен (Каліфорнія)
Вест-Гошен (англ. West Goshen) — переписна місцевість (CDP) в США, в окрузі Туларе штату Каліфорнія. Населення — 536 осіб (2020).

## Географія
Вест-Гошен розташований за координатами 36°20′56″ пн. ш. 119°27′6″ зх. д. / 36.34889° пн. ш. 119.45167° зх. д. (36.349026, -119.451604).  За даними Бюро перепису населення США в 2010 році переписна місцевість мала площу 3,05 км², уся площа — суходіл.

## Демографія
Згідно з переписом 2010 року, у переписній місцевості мешкало 511 особа в 139 домогосподарствах у складі 99 родин. Густота населення становила 168 осіб/км².  Було 143 помешкання (47/км²).
Расовий склад населення:
| - 54,0 % — білих - 2,0 % — корінних американців - 1,4 % — азіатів - 0,4 % — чорних або афроамериканців - 38,2 % — осіб інших рас |

До двох чи більше рас належало 4,1 %. Частка іспаномовних становила 70,1 % від усіх жителів.
За віковим діапазоном населення розподілялося таким чином: 32,9 % — особи молодші 18 років, 59,9 % — особи у віці 18—64 років, 7,2 % — особи у віці 65 років та старші. Медіана віку мешканця становила 26,4 року. На 100 осіб жіночої статі у переписній місцевості припадало 115,6 чоловіків;  на 100 жінок у віці від 18 років та старших — 117,1 чоловіків також старших 18 років.
Середній дохід на одне домашнє господарство  становив 68 016 доларів США (медіана — 20 700), а середній дохід на одну сім'ю — 68 393 долари (медіана — 14 756). За межею бідності перебувало 76,4 % осіб, у тому числі 87,9 % дітей у віці до 18 років та 0,0 % осіб у віці 65 років та старших.
Цивільне працевлаштоване населення становило 259 осіб. Основні галузі зайнятості: сільське господарство, лісництво, риболовля — 37,5 %, науковці, спеціалісти, менеджери — 18,9 %, будівництво — 17,0 %.